# طفل خارج المنزل (فلم)
طفل خارج المنزل (بالإنجليزية: Babys day out)، هو فيلم عائلي كوميدي أمريكي من صنف المغامرات، تم إنتاجه عام 1994، كتبه جون هيوز وريتشارد فين، وتم إخراجه من قبل باتريك جونسون.

## القصة
بينينتون أوستن «بينك» كوتويل الرابع، الابن الرضيع للاجتماعيين لارين وبينينتون أوستون «بينغ» كوتويل الثالث، يعيش في قصر في إحدى ضواحي شيكاغو وهو على وشك الظهور في الصفحات الاجتماعية للصحيفة. يتنكر ثلاثة مجرمين خرقى، إدغار ماوسير «إيدي»، ونوربيرت ليبلاو «نوربي»، وفيكتور ريلي «فيكو»، على هيئة مصوري أطفال من الصحيفة ويختطفونه، ويطالبون بفدية قدرها مليون دولار. بعد الاختطاف، يجد المجرمون صعوبة في السيطرة على بينك في شقتهم. يحاول نوربي جعله ينام بقراءة كتابه القصصي المفضل، طفل خارج المنزل -أو «بو بو» كما يسميه- في نهاية الأمر يغلب عليه النوم بسبب الملل، تاركًا بينك دون رقابة. عند النظر للكتاب، يلاحظ بينك طائرًا على الصفحة ثم واحدًا بجانب النافذة، يتبعه ويبتعد بنجاح عن خاطفيه. المطاردة التالية بلغت ذروتها في سقوط إيدي من المبنى في صندوق القمامة. ينقذه نوربي وفيكو ويبدأون بمطاردة بينك عبر المدينة.
يصل مكتب التحقيقات الفيدرالي إلى القصر، برئاسة دالي جريسوم، إذ يحاولون جمع الأدلة مع والديّ بينك ومربيته، جيلبرتين. في هذه الأثناء، بينك الآن في الخارج على الأرض ويزحف، ويجد جزءًا آخر من كتابه، الحافلة الزرقاء، التي استقلها بعد ذلك. يدرك المجرمون أنه يهرب ويبدأون بمطاردة الحافلة بشاحنتهم، لكن جهودهم تذهب سدى. في هذه الأثناء، في الحافلة، يزحف بينك في حقيبة سيدة بدينة نزلت عند محطتها بعد ذلك بوقت قصير. في الوقت الذي استقل فيه المجرمون الحافلة، يدركون أن بينك ليس على متنها ويتبعون السيدة، ما أدى إلى مشاجرة بعد أن أمسكت بهم. في الفوضى، يزحف بينك إلى الباب الدوار مدخل للمتجر متعدد الأقسام ويجبر على الدخول بفعل الزحام. يوقفه موظف يعمل في مركز الرعاية النهارية بالمتجر، معتقدًا أنه طفل آخر هرب من هناك. بعد ذلك يهرب من المتجر ويزحف في النهاية إلى حركة المرور بعد ركوب سيارة الأجرة. يحاول المجرمون تعقبه، لكنهم يصابون في أثناء شق طريقهم إلى حديقة الحيوانات بالمدينة. لاحقًا صُدموا بإيجاده في قفص الغوريلا، الذي يظهر جانبًا أموميًا ولا يؤذيه. يحاول المجرمون استعادته، لكن الغوريلا يلاحظ ذلك ويسحق يد فيكو، ويرمي بنوربي في الهواء، ويلقي إيدي على قضبان القفص وهو يزأر بصوت عال تجاهه.
ينعطف المجرمون ويقبضون على بينك في حديقة الحيوانات، لكنهم يواجهون ضابطي شرطة ثرثارين لاحظوا أن محرك شاحنتهما لا يزال يعمل. في أثناء المحادثة، يخفي إيدي بينك تحت معطفه في حضنه، لكن بينك يصل إلى ولاعة السجائر خاصته، ويشعل النار بين رجليه ويتسلل فور رحيل الضباط. يطفئ فيكو النار بالضرب المتكرر على مكان الحريق. بعد ذلك يتبعون بينك إلى موقع بناء حيث يواجهون العديد من الحوادث المؤسفة التي أوشكت على قتلهم، مثل إلقاء فيكو من المبنى وإلى الجزء الخلفي من شاحنة القمامة، وسقوط نوربي في وعاء من الأسمنت الرطب، وإيدي يصبح عالقًا في الرافعة بعد أن غُطي بالغراء. بعدها تغرب الشمس في حين يغادر بينك وطاقم البناء الموقع. بعدما تمكن المجرمون من الفرار، تخلوا عن الإمساك ببينك وعادوا إلى ديارهم.
يُبلغ والدي بينك بمشاهد مختلفة له في المدينة وتستنتج جيلبرتين أنه كان يتتبع يوم طفل خارج المنزل، ومن المرجح أن يتوجه إلى منزل الجنود القدامى بعد ذلك. وقد وجدوه هناك، لكن في الطريق إلى المنزل، بدأ في مناداة «بو بو» تجاه شقة المجرمين، يجبرهم مكتب التحقيقات الفيدرالي على إعادة كتاب بينك ثم يعتقلهم.
بالعودة إلى المنزل، يضع والدا بينك الطفل في مهده، ويناقشان التقاط صورته من قبل مصور عادي في الصباح، بينما يستيقظ، ودون علمهما، يبدأ بقراءة كتاب آخر بعنوان رحلة الطفل إلى الصين.

## طاقم التمثيل
- التوأم آدم وجايكوب وورتون : الطفل بينك (الطفل المختطف والشخصية الرئيسية).
- جو مانتيجنا : إدغار ماوسير (أحد الخاطفين الثلاثة).
- جو بانتوليانو : نوربيرت ليبلاو (أحد الخاطفين الثلاثة).
- برين هالي : فيكتور ريلي (أحد الخاطفين الثلاثة).
- لارا فلين بويل : لارين كوتويل (والدة الطفل بينك).
- ماثيو غليف : بينينتون أوستون (والد الطفل).
- سينثيا نيكسون : جيلبرتين.
- فريد تومبسون : دالي جريسوم.
- جون نيفل : السيد أندريوس.
- روبين بيبر : أرسولا.
- تريفير دالتون : نورم.
- إيدي بريكن : الجندي العجوز.
- داون ماكسي
- فيرن تروير
- آنا توماسون

## روابط خارجية
- طفل خارج المنزل على موقع IMDb (الإنجليزية)
- طفل خارج المنزل على موقع روتن توميتوز (الإنجليزية)
- طفل خارج المنزل على موقع نتفليكس (الإنجليزية)
- طفل خارج المنزل على موقع قاعدة بيانات الأفلام العربية
- طفل خارج المنزل على موقع ألو سيني (الفرنسية)
- طفل خارج المنزل على موقع Turner Classic Movies (الإنجليزية)
- طفل خارج المنزل على موقع أول موفي (الإنجليزية)
- طفل خارج المنزل على موقع بوكس أوفيس موجو (الإنجليزية)
- طفل خارج المنزل على موقع فيلمافينيتي (الإسبانية)
- طفل خارج المنزل على موقع قاعدة بيانات الأفلام السويدية (السويدية)